# Tariqa Maryamiyya
A Maryamiyya ou Tariqa Maryamiyya é uma confraria sufi fundada pelo sheik Áissa Nureddin — Frithjof Schuon (1907-1998) — no final da década de 1930. Ela é um ramo da ordem Shadhiliyya-Darqawiyya-Alawiyya, com comunidades na Europa, nas Américas e no mundo islâmico. Sua doutrina se baseia no que ela considera serem as verdades universais do esoterismo puro, e seu método segue os elementos essenciais do caminho sufi.

## Fundação
Frithjof Schuon nasceu na Basileia, Suíça, em 1907. Embora tenha sido educado como protestante e, aos 14 anos, tenha se tornado católico, Schuon foi desde muito cedo sensível às diversas expressões do sagrado. Seu pai lhe transmitiu não somente uma admiração pela sabedoria oriental, pelo Islã e pelos índios da América do Norte, mas também o amor pela Virgem Maria.
Aos 16 anos, Schuon descobriu os escritos de René Guénon, os quais confirmaram suas próprias convicções e o ajudaram a sistematizá-las. Em 1931, iniciou-se uma correspondência com Guénon, que lhe recomendou que se voltasse para o islã e o sufismo. No final do ano de 1932, Schuon viajou para Mostaganém, na Argélia, onde ingressou no islã, recebendo o nome de Issa (pronuncia-se Áissa). Ali, passou quase quatro meses na zauia do sheik Ahmad al-Alawi, que o iniciou no sufismo e lhe deu o nome adicional de Nur Ad-Din (pronuncia-se Nureddin).
Três anos mais tarde, Schuon voltou a Mostaganém, onde, ele próprio relata, o sheik Adda Ben Tounes, sucessor do sheik al-Alawi, lhe conferiu a função de muqaddam, autorizando-o a dar a aspirantes a iniciação à ordem Alawi. Retornando à Europa, Schuon criou zauias na Suíça e na França, compostas em sua maior parte por outros leitores de Guénon. No final de 1936, Schuon acordou uma manhã com a certeza de ter sido investido com a função de mestre espiritual ou sheik sufi. Vários daqueles próximos a ele relataram ter tido naquela mesma noite sonhos que confirmavam essa nova função. Como cada sheik sufi é independente, o grupo de Schuon se tornou um ramo autônomo da Tariqa Alawiyya.

## Doutrina e método
Todo caminho espiritual compreende uma doutrina e um método. A doutrina e o método da Ordem Maryamiyya podem ser resumidos em duas palavras: religio perennis (religião perene). Esta religio não é nem uma religião entre as outras, nem uma religião superior às outras, mas antes constitui a essência intemporal, primordial e universal de todas as religiões — seu esoterismo quintessencial, tanto doutrinal quando metódico. A doutrina maryamiyya, portanto, se baseia na metafísica pura — acima de tudo, discernimento entre o Princípio absoluto e sua manifestação. Seu método para a realização espiritual se baseia essencialmente na oração, especialmente na oração invocatória acompanhada da meditação, e na prática das virtudes. Contudo, de acordo com Schuon, essa realização espiritual não pode se concretizar independentemente de uma religião revelada. Embora todas as religiões forneçam essa possibilidade, Schuon considera que "o islã tem uma essencialidade, uma simplicidade e uma universalidade que o tornam particularmente apto a transmitir uma manifestação direta da Religio perennis."
Mais especificamente, o método espiritual maryamî se baseia nas principais práticas do sufismo, a começar pelas cinco preces cotidianas (salat), pela invocação do Nome divino (dhikr Alláh) e pelo retiro individual (khalwa). Inicialmente para seus discípulos ocidentais, Schuon concentrou a aplicação da lei islâmica (xária) em seus elementos essenciais e obrigatórios, pois ele considerava não somente que a observância integral da xária por ocidentais no Ocidente era irrealista, mas também, e em concordância com outros mestres sufis, porque ele queria pôr a ênfase no valor espiritual fundamental da invocação do Nome, mais do que no acúmulo de atos meritórios. Algumas das modalidades dessa atenuação despertaram oposição dentro e fora da ordem.
Schuon expõe sua filosofia perenialista em cerca de vinte livros, nos quais ressalta a necessidade essencial de elementos como a oração, a virtude e a beleza, junto com uma consciência do caráter enfermo do modernismo, que ele contrasta com a mentalidade tradicional, centrada em Deus. "O que nos distingue acima de tudo — diz ele — dos muçulmanos por nascimento ou conversão — 'psicologicamente', poder-se-ia dizer — é que nossa mente está centrada a priori na metafísica universal (Advaita Vedânta, Shahadah, Risala Al-Ahadiyah) e no caminho universal do Nome Divino (japa yoga, nembutsu, dhikr, oração do coração)."

## Crescimento
Schuon viveu em relativo anonimato. Ele se opunha a qualquer proselitismo da ordem, cuja existência, durante sua vida, era conhecida somente boca-a-boca. Conforme seus escritos passaram a atrair um número cada vez maior de buscadores, formaram-se comunidades de discípulos na Europa, na América do Norte, na América do Sul e no mundo islâmico. Schuon as dirigiu desde Lausanne, Suíça, de 1941 a 1980, e desde de Bloomington, Indiana, Estados Unidos, de 1980 até sua morte em 1998.
Embora não diretamente afiliados a sua ordem sufi, Schuon tinha certo número de seguidores de outras religiões, os quais compartilhavam a mesma perspectiva perenialista, mas seguiam os ritos e as práticas invocatórias de sua própria religião. A maior parte deles era constituída de adeptos do cristianismo, mas alguns eram hindus, judeus ou budistas.

## Maria
Schuon relatou que em meados de 1965 teve a primeira de uma série de visões da mãe de Jesus (Maryam, em árabe). A influência dessa experiência pode ser vista em sua poesia árabe, em suas pinturas e em sua obra escrita subsequente. Ele considerava que a Virgem Maria era a "protetora espiritual" sua e de sua ordem. Em 1969, Schuon acrescentou o nome "Maryamiyya" à denominação da ordem, cujo nome completo passou a ser Tariqa Shadhiliyya-Darqawiyya-Alawiyya-Maryamiyya. Para ele:
"... a Virgem-Mãe, que — de acordo com um simbolismo comum ao cristianismo e ao islã — amamentou seus filhos, os Profetas e sábios, desde o começo e fora do tempo. [...] Mãe de todos os Profetas e matrix de todas as formas sagradas, ela tem seu posto de honra no islã mesmo se a priori pertence ao cristianismo; por esta razão, ela constitui uma espécie de elo entre essas duas religiões, cujo propósito comum é universalizar o monoteísmo de Israel. A Virgem Maria não é meramente a corporificação de um modo particular de santidade; ela encarna a santidade enquanto tal. Ela não é uma cor particular ou um perfume particular; ela encarna a luz e o ar puro. Em sua essência, ela se identifica com a Infinitude misericordiosa, a qual — precedendo todas as formas — transborda sobre todas elas, envolve todas elas e as reintegra todas."

## Índios norte-americanos
Já presente em sua infância, a admiração de Schuon pelos índios da América do Norte continuou por toda a sua vida. Ele e sua esposa passaram os verões de 1959 e de 1963 no Oeste americano, onde Schuon estabeleceu laços com vários chefes tribais. O casal foi adotado pela tribo Sioux (Lakota) em 1959 e pela tribo Crow em 1987.
Após emigrar para os Estados Unidos em 1980, Schuon recebeu anualmente a visita de Thomas Yellowtail, medicine man e líder da Dança do Sol dos Crow. Durante várias dessas visitas, Yellowtail ensinou a Schuon e a alguns de seus seguidores várias de suas danças e canções tribais, que mais tarde levaram a comunidade de Schuon em Bloomington a realizar ocasionalmente o que chamaram de "dias indígenas".
A participação nas danças índias norte-americanas gerou certa controvérsia entre os maryamis. Schuon explicou que se tratava somente de pow-wows seculares, sem nenhum rito e, por consequência, sem qualquer interferência no caminho sufi. Afirmou também que esses encontros eram opcionais e estavam "situados fora das práticas da tariqa — pertencem, em suma, a nossa vida privada". De forma mais ampla, Schuon explicou que "dado que nossa perspectiva é essencialista e, portanto, universalista e primordialista, é totalmente plausível que tenhamos relações fraternais com o mundo dos índios americanos, o qual integra a Natureza Virgem na religião; além disso, ele nos dá — a nós, que vivemos num universo insalubre feito de artificialidade, feiúra e pequenez — um sopro refrescante de primordialidade e grandeza".
Em 1991, um ex-discípulo acusou Schuon de conduta imoral durante a realização de um "dia indígena". Foi iniciada uma investigação, mas o promotor de justiça concluiu que não havia "a mais mínima prova" e encerrou o processo. O promotor desculpou-se oficialmente com Schuon, e a imprensa local publicou um editorial em que descrevia o "caso Schuon" como "uma farsa".

## Sucessão
Em 1992, aos 85 anos, Schuon retirou-se da função de sheik da ordem. Ele não nomeou um sucessor, mas, ao contrário, anunciou que o muqaddam de cada zauia se tornaria independente, portanto um khalifa (califa). Na prática, isso criou múltiplas zauias autônomas. Schuon continuou a liderar a comunidade de Bloomington até o final de sua vida, e a oferecer aconselhamento a discípulos de outras zauias que o visitavam ou lhe escreviam.